# شجرة الحرية

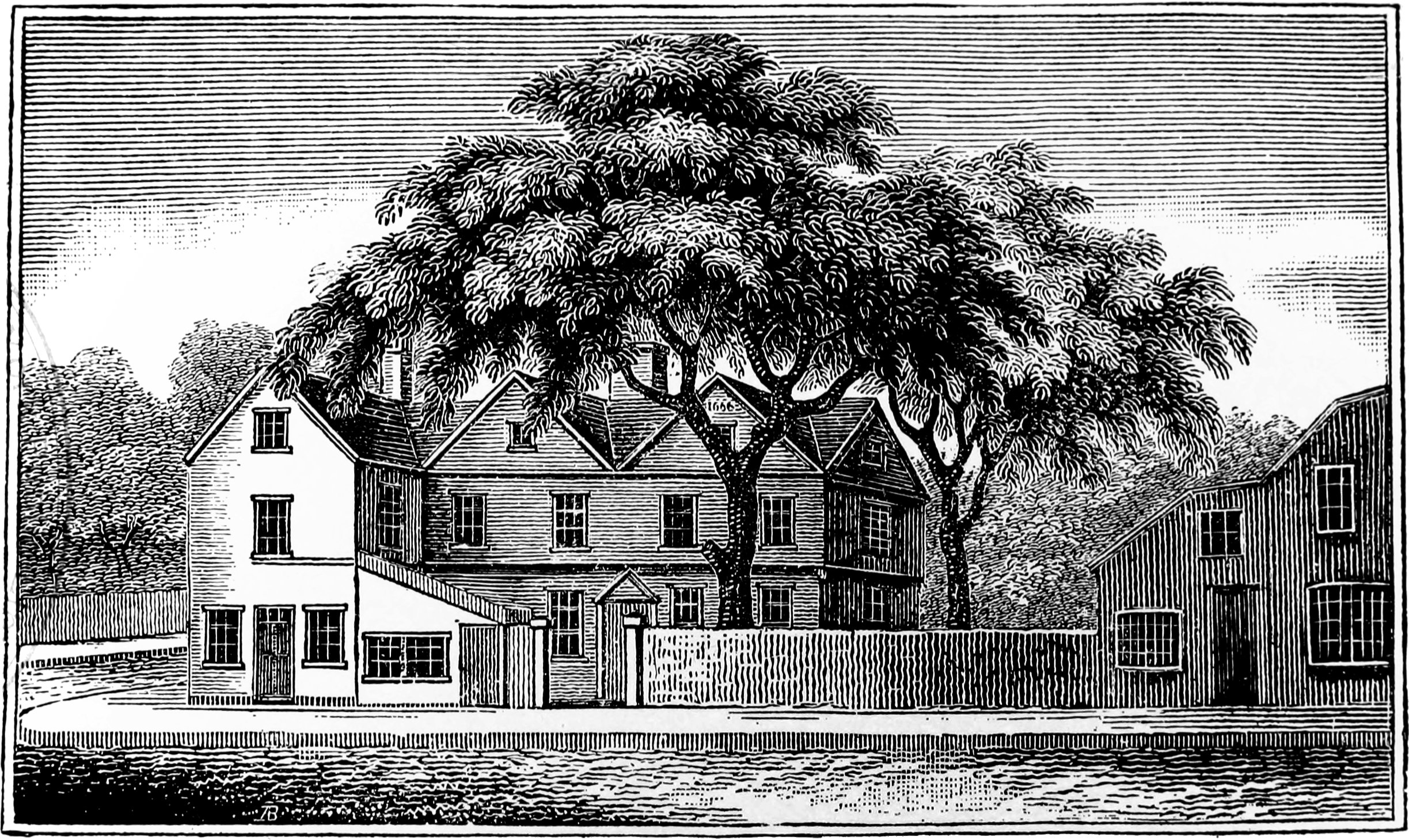

كانت شجرة الحرية (1646 – 1775) شجرة الدردار الشهيرة التي وقفت في بوسطن قرب حديقة بوسطن، في السنوات التي سبقت الثورة الأمريكية. في عام 1765، قام المستعمرون في بوسطن بأول أفعال التحدي ضد الحكومة البريطانية عند الشجرة. أصبحت الشجرة نقطة تجمع للمقاومة المتنامية لحكم بريطانيا في المستعمرات الأمريكية، وباتت الأراضي المحيطة تُعرف بقاعة الحرية. أسقطت شجرة الحرية من قبل الموالي ناثانييل كوفين جونيور في أغسطس من عام 1775.

## التاريخ

### احتجاجات قانون الطوابع
في عام 1765 فرضت الحكومة البريطانية قانون الطوابع على المستعمرات الأمريكية. وطالبت بأن تحمل جميع الوثائق القانونية والرخص والعقود التجارية والصحف والمنشورات وأوراق اللعب في المستعمرات الأمريكية دمغة. أثار ذلك غضب المستعمرين. في بوسطن، بدأت مجموعة من رجال الأعمال المحليين يسمون أنفسهم المخلصون التسعة بعقد اجتماعات سرًا للتخطيط لسلسلة من الاحتجاجات ضد قانون الطوابع.
في 14 أغسطس من عام 1765، تجمع حشد في بوسطن تحت شجرة دردار كبيرة في زاوية شارع إسيكس وشارع أورانج (أعيدت تسمية الأخير إلى شارع واشنطن) للاحتجاج على قانون الطوابع. عُلقت على الشجرة دمية محشوة بالقش تحمل اسم «إيه أو» لأندرو أوليفر، المستعمر الذي اختاره الملك جورج الثالث لفرض قانون الطوابع. إلى جانب الدمية، عُلق حذاء فارس بريطاني، طُلي نعله باللون الأخضر. تمثل هذه الدمية الثانية الوزيرين البريطانين اللذين اعتبرا مسؤولين عن قانون الطوابع: إيرل بوت (كانت كلمة بوت تورية لكلمة «حذاء»boot) والسيد جورج غرينفيل (كانت كلمة «غرينفيل» تورية لكلمة أخضر Green). عند التحديق من داخله كان الحذاء يبدو شخصية شريرة صغيرة، يحمل نسخة من قانون الطوابع وإشارة كُتب عليها، «أي متعة يمكن أن تراها نيو إنغلاند أعظم من رؤية رجل طوابع معلق على شجرة!». كان ذلك أول عرض علني للتحدي ضد التاج وأدى إلى المقاومة التي أفضت إلى الحرب الثورية الأمريكية بعد 10 سنوات.
أصبحت الشجرة مكانًا مركزيًا لتجمع المتظاهرين، وأصبحت الأرض المحيطة بها تُعرف شعبيًا باسم قاعة الحرية. ثُبت عمود الحرية في مكان قريب مع علم يمكن رفعه فوق الشجرة لاستدعاء سكان البلدة إلى اجتماع. بات إبينزير ماكينتوش، صانع أحذية أشرف على معظم أعمال تعليق الدمى وقيادة الجموع الغاضبة، يُعرف باسم «القائد العام لشجرة الحرية». أدرج بول ريفير شجرة الحرية في نقش «مشهد العام 1765». عند إلغاء قانون الطوابع في عام 1766، تجمع سكان البلدة حول شجرة الحرية للاحتفال. وزينوا الشجرة بالأعلام واللافتات، وعند حلول المساء عُلقت عشرات الفوانيس من فروعها. ثُبتت لافتة نحاسية على الجذع كُتب عليها «زُرعت هذه الشجرة في عام 1646، وشُذبت بأمر من أبناء الحرية في 14 فبراير 1766». سرعان ما بدأ المستعمرون في مدن أخرى، من نيوبورت بولاية رود آيلاند إلى تشارلستون بولاية كارولاينا الجنوبية، بتسمية أشجار الحرية الخاصة بهم وأصبحت شجرة الحرية رمزًا مألوفًا للثورة الأمريكية.

### احتجاجات أخرى
في نهاية المطاف أصبح المخلصون التسعة جزءًا من مجموعة أكبر، أبناء الحرية. استمروا في استخدام شجرة الحرية كمكان للتجمع من أجل الاحتجاج، الأمر الذي دفع الموالي بيتر أوليفر إلى الكتابة بمرارة في عام 1871:
وقفت هذه الشجرة في البلدة وكرّست لتكون صنمًا تعبده الجموع، كانت بحق شجرة البلاء حيث اقتيد إلى المحاكمة أولئك الذين صنفهم المشاغبون على أنهم خارجون عن الدولة، أو قُدموا كاختبار للأورثوذوكسية السياسية.
أثناء أعمال شغب الحرية لعام 1768، احتجاجًا على استيلاء البحرية الملكية على سفينة جون هانكوك جر سكان البلدة قارب مفوض الجمارك من الميناء وصولًا إلى شجرة الحرية، حيث أدين في محاكمة صورية وأُحرق في حديقة بوسطن.